# Frankenroda
Frankenroda é um município da Alemanha, situado no distrito de Wartburg, no estado da Turíngia. Tem 7,02 km² de área, e sua população em 2019 foi estimada em 318 habitantes.